# Śani

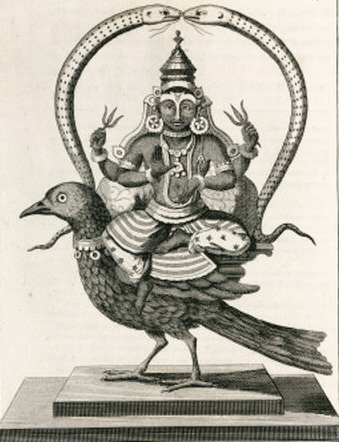
litografia rappresentante Śani

Śani (devanagari: शनि, IAST: Śani; nella grafia anglosassone: Shani), o Śanaiśchara, è, nell'induismo e nell'astrologia indiana, la personificazione del pianeta Saturno, e uno dei nove principali oggetti celesti (Navagraha).
Śani è anche una divinità maschile citata nei Purana. È il dio del karma, della giustizia e del castigo divino, e in quanto tale fornisce risultati che dipendono dai propri pensieri, parole e azioni. È inoltre il controllore di longevità, miseria, dolore, vecchiaia, restrizioni, responsabilità, ritardi, ambizione, leadership, autorità, umiltà, integrità e saggezza nate dall'esperienza. Significa anche ascesi spirituale, penitenza, disciplina e lavoro coscienzioso. 
La sua iconografia consiste in una figura dalla pelle nera che porta una spada e un danda (scettro) e cavalca un corvo.
È indicato come figlio del dio solare Sūrya e della sua seconda moglie Chhaya. Si sposò due volte, la prima con Neela, la personificazione della pietra preziosa dello zaffiro, e la seconda con Manda, una principessa Gandharva.